# Hartmut Stielow

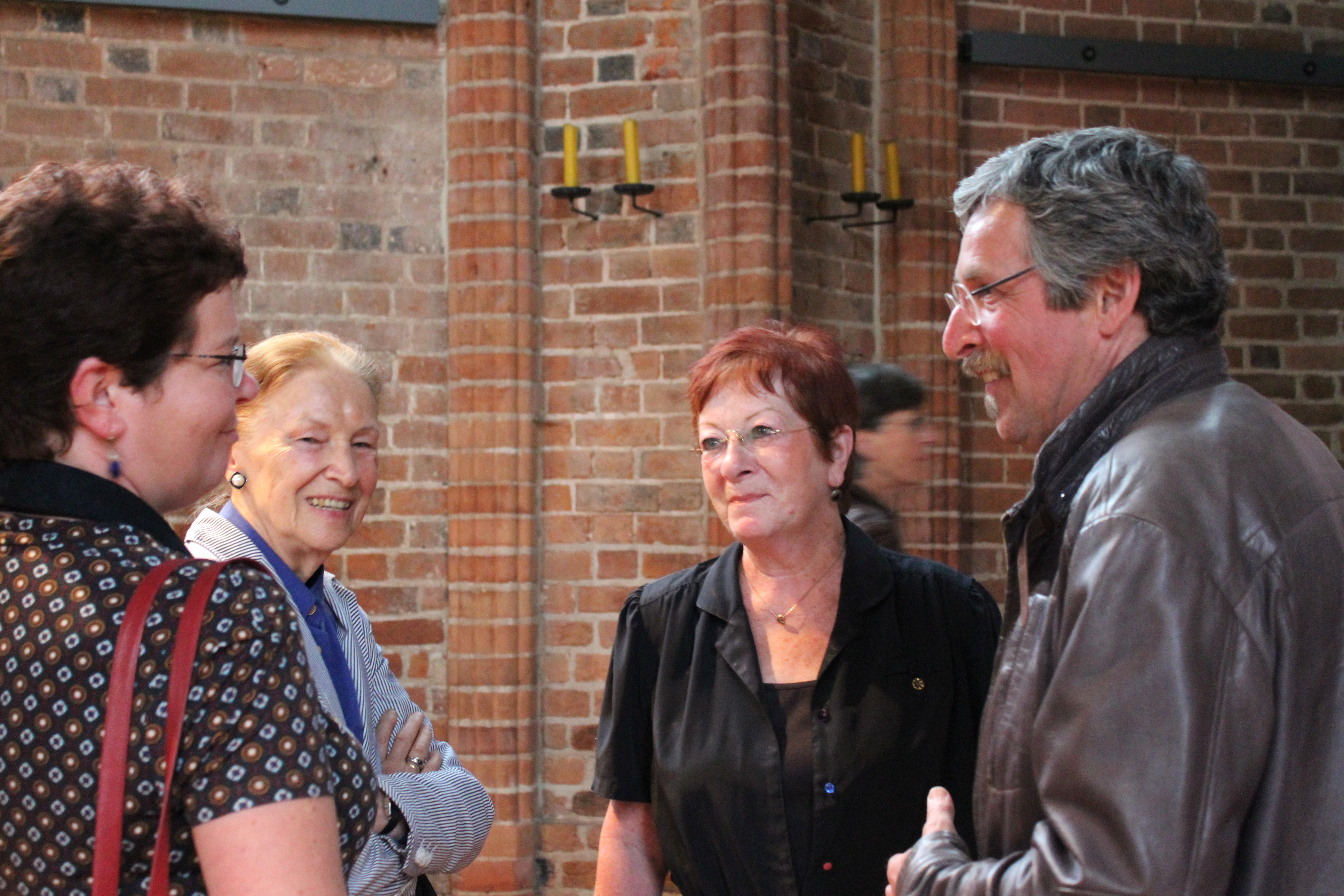
Hartmut Stielow (ganz rechts) während einer Ausstellungseröffnung 2015 in der Marktkirche von Hannover

Hartmut Stielow (* 13. Juni 1957 in Benthe bei Hannover) ist ein deutscher Bildhauer.

## Leben
Von 1977 bis 1983 studierte Stielow Bildhauerei an der Universität der Künste Berlin; 1983 wurde er Meisterschüler bei Bernhard Heiliger.
1982 gründete er mit David Lee Thompson, Klaus H. Hartmann, Gisela von Bruchhausen, Klaus Duschat und Gustav Reinhardt die Gruppe ODIOUS. Die sechs Stahlbildhauer, die ein gemeinsames Studium an der Hochschule der Künste in West-Berlin zusammengeführt hatte, arbeiteten viele Jahre lang in einem Gemeinschaftsatelier in Berlin und stellten regelmäßig gemeinsam aus.
Der Name ODIOUS (engl. widerwärtig) spielt dabei darauf an, dass die Künstler Industriematerialien verwendeten, die sie sich z. B. auf Schrottplätzen suchten.
Stielow beteiligte sich an Bildhauer-Symposien und stellte bei den Blickachsen 1 und 2 (1997 bzw. 1999) mit aus.
1996 wurde er mit dem Förderpreis der Darmstädter Sezession ausgezeichnet, deren Mitglied er seither ist.
Von 1992 bis 1999 war Stielow Dozent an der Werkakademie für Gestaltung, Hannover. Zudem kuratierte er Ausstellungen wie z. B. die Neue Kunst in alten Gärten in den Landschaftsgärten Ober- und Untergut Lenthe (Gehrden bei Hannover), 2004.
Nachdem er zwischen 2000 und 2005 im Vorstand des International Sculpture Center (ISC), USA, tätig war, nutzte er 2004 diese Erfahrungen und gründete zusammen mit Ralf Kirberg die Non-Profit-Organisation sculpture network e.V., die sich die Vernetzung von Künstlern, Kunstmittlern und Skulpturenfreunden zur Aufgabe macht. Stielow ist seitdem stellvertretender Vorsitzender des sculpture network.
Hartmut Stielow ist Mitglied im Deutschen Künstlerbund. Er lebt und arbeitet in Gehrden.

## Einzelausstellungen (Auswahl)
Zu den mit «K» gekennzeichneten Ausstellungen erschien ein Katalog.
- 1987 Skulpturen aus Stahl und Stein – Hartmut Stielow. Galerie In Fonte, BerlinK
- 1988 Kunstverein Springhornhof, Neuenkirchen
- 1995/96 Orte der Stille. Ausstellungstournee mit Ricardo Saro in Kirchen u. a. in Lüneburg, Osnabrück, Hannover, IstanbulK
- 1998 Hartmut Stielow : Skulpturen aus Stahl + Stein, Rostdrucke. Kunstverein SalzgitterK
- 2006 Galerie Scheffel, Bad Homburg vor der Höhe[5]
- 2008 Skulpturen (mit Friedrich Gräsel). Kunstmuseum Celle mit Sammlung Robert Simon[6]
- 2017 Tragen + Lasten, Marktkirche HannoverK

## Werk
Stielows Werk ist geprägt vom Kontrast der Materialien Stahl und Stein (insbesondere Granit). Häufig stellen seine Arbeiten eine Komposition zweier Elemente dar, meist balanciert ein Stahlelement einen oder zwei parallele längliche Steinquader. Dazu ist das Stahlelement entweder geschlitzt, so dass sich Stahl und Stein zu durchdringen scheinen, oder aber es umklammert den Stein. Der schwebende Stein scheint in diesen Konstruktionen die Härte des tragenden Stahls zu betonen. Umgekehrt verleiht die rostige Farbe des Stahls dem hellen Naturmaterial eine gewisse Reinheit.

### Arbeiten im öffentlichen Raum (Auswahl)
- 1983: Große Klammer, Gutspark Flachstöckheim (bei Salzgitter)[8]
- 1984: Waage, Skulpturengarten AVK
- 1987: Andros, Kunstpfad Universität Ulm[9]
- 1990: Ohne Titel, Landwehrkanal, vor der Galerie Nothelfer, Berlin[10]
- 1996: Balance, Verbandsgemeinde Kaiserslautern-Süd, Skulpturenweg Trippstadt-Stelzenberg
- 1996: Liegende-1-Stein, Skulpturengarten Damnatz
- 1997: Ohne Titel, Skulpturenpark Heidelberg[11]
- 1997: Ohne Titel, vor dem Gotischen Haus, Bad Homburg vor der Höhe. Wurde auf der Ausstellung Blickachsen 1 ausgestellt.
- 1999: 2-Stein, Corneliusstraße 3, Berlin-Tiergarten
- 2013 aufgestellt: Cross of  Steles, Atlanta, Georgia

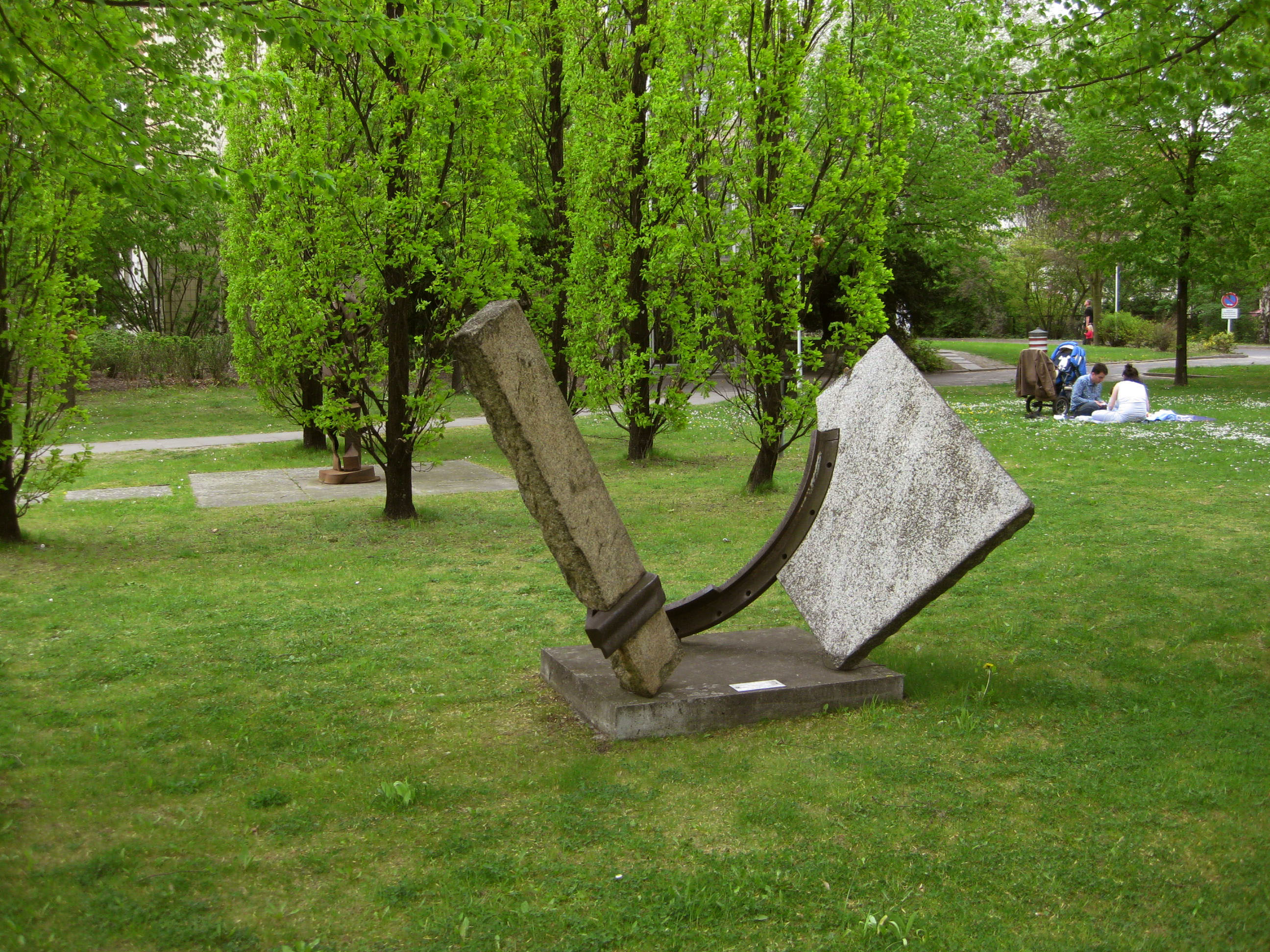
Waage (1984) Berlin, Skulpturengarten AVK
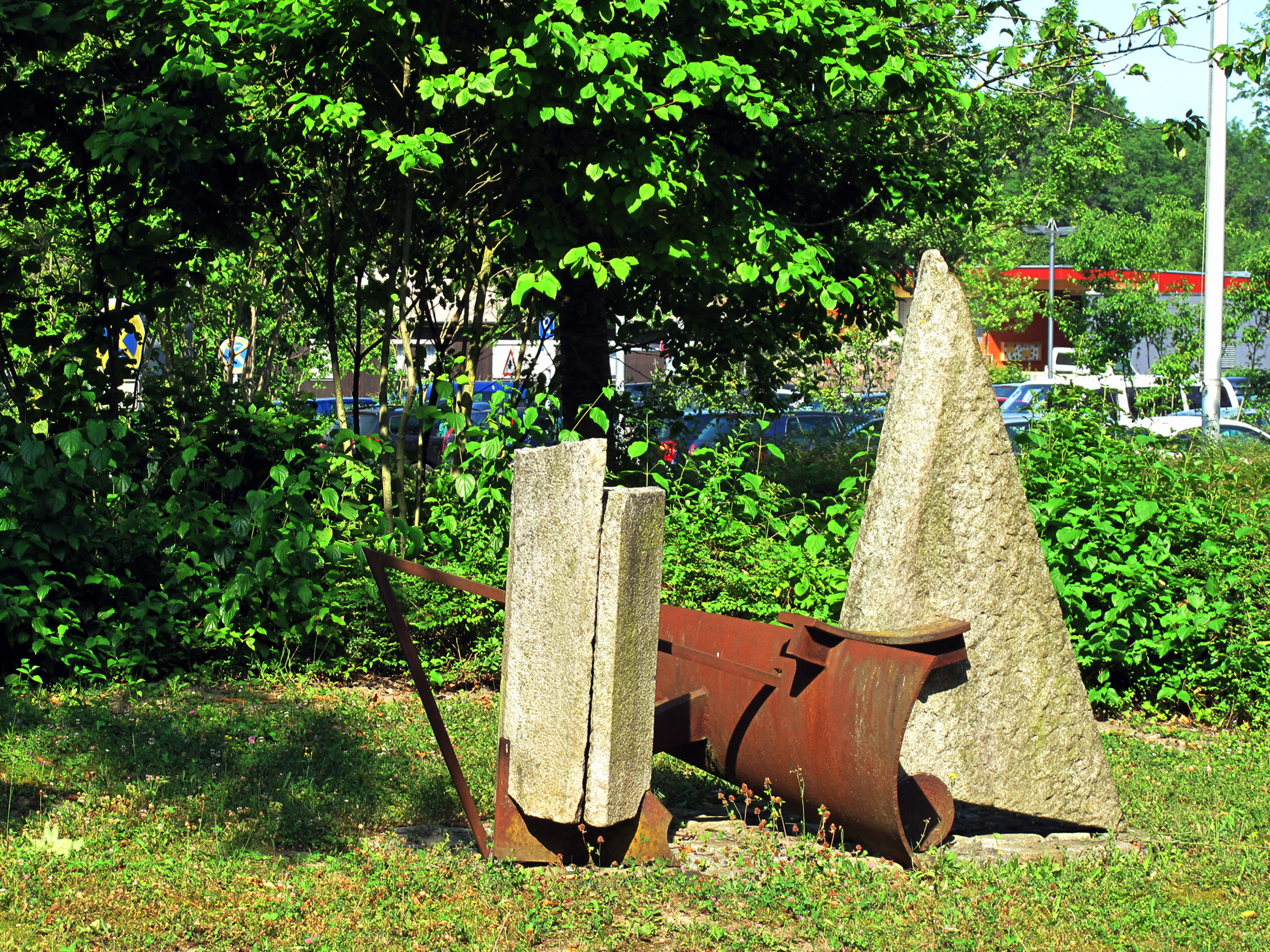
Andros (1987) Kunstpfad Universität Ulm
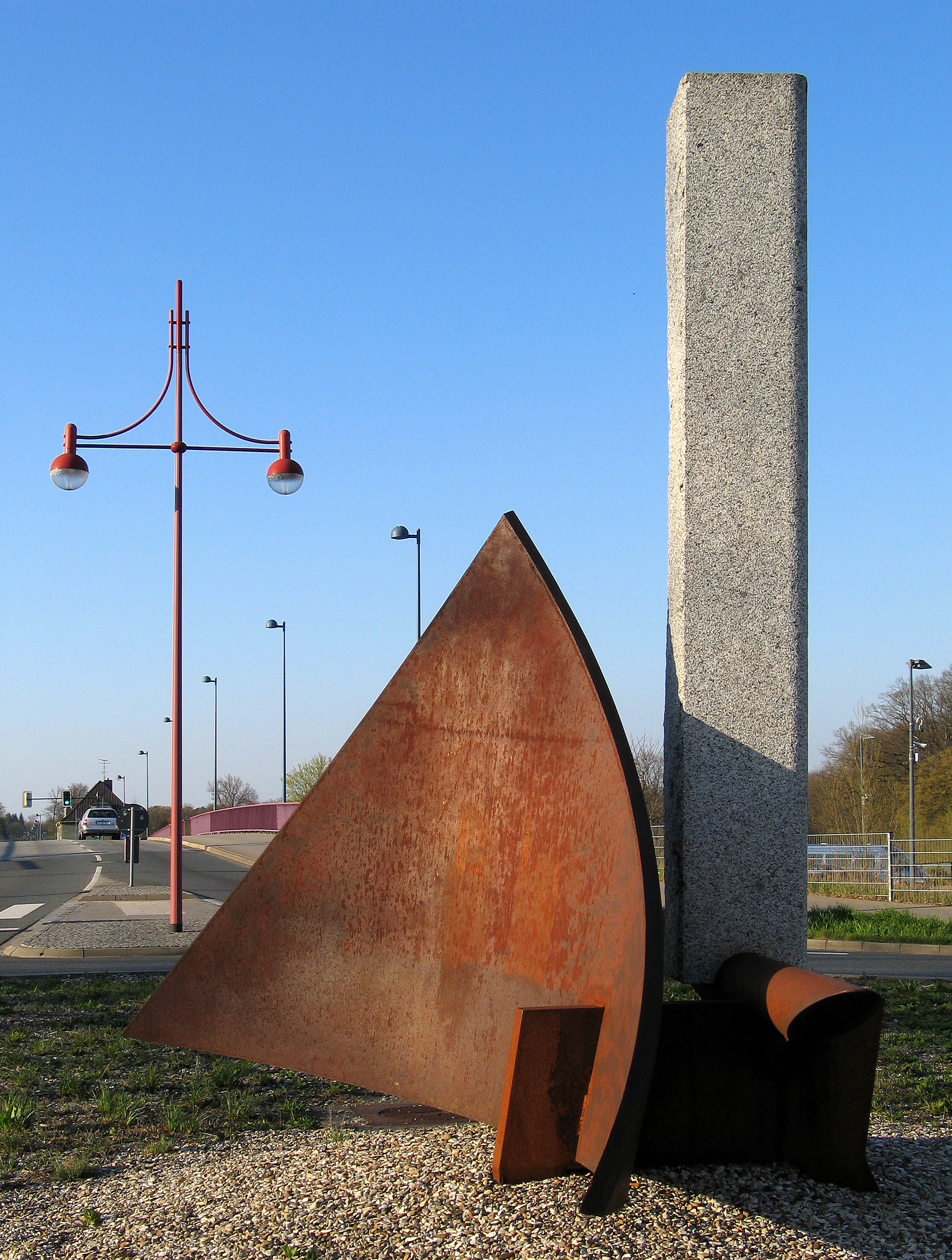
Atreus (1990) Celle
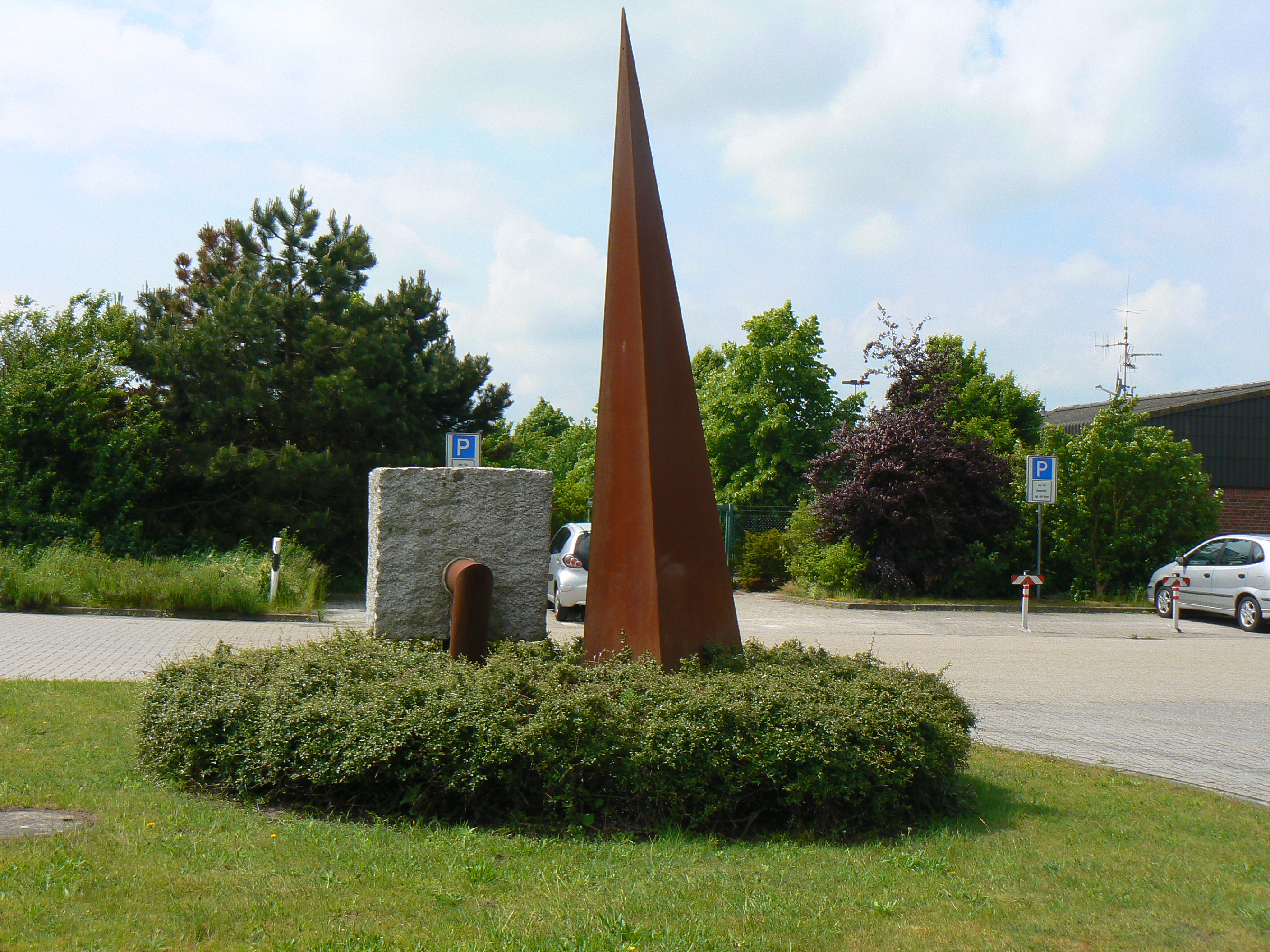
Gleichgewicht der Elemente (1993) Leer
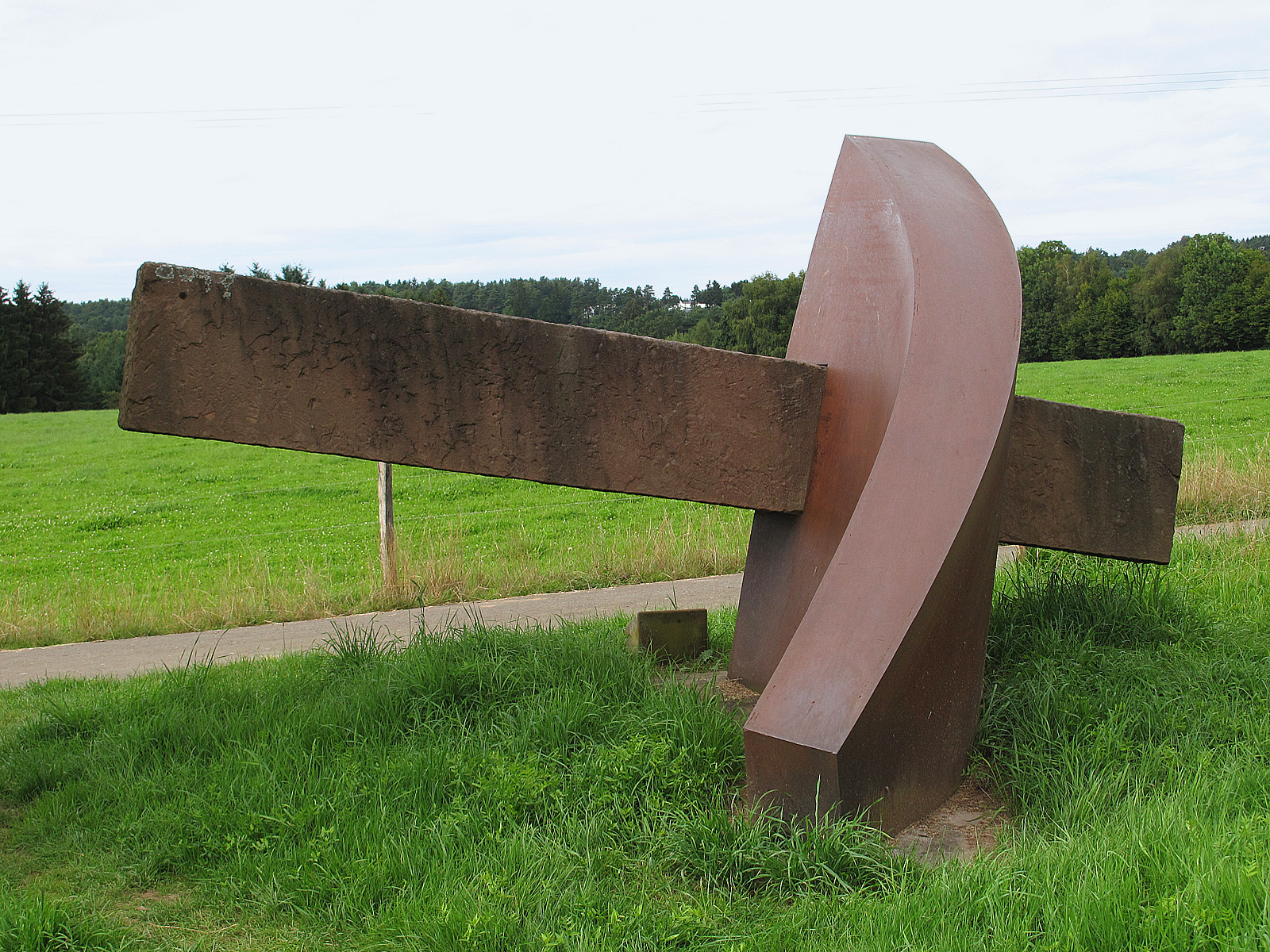
Balance (1996), Skulpturenweg Trippstadt-Stelzenberg
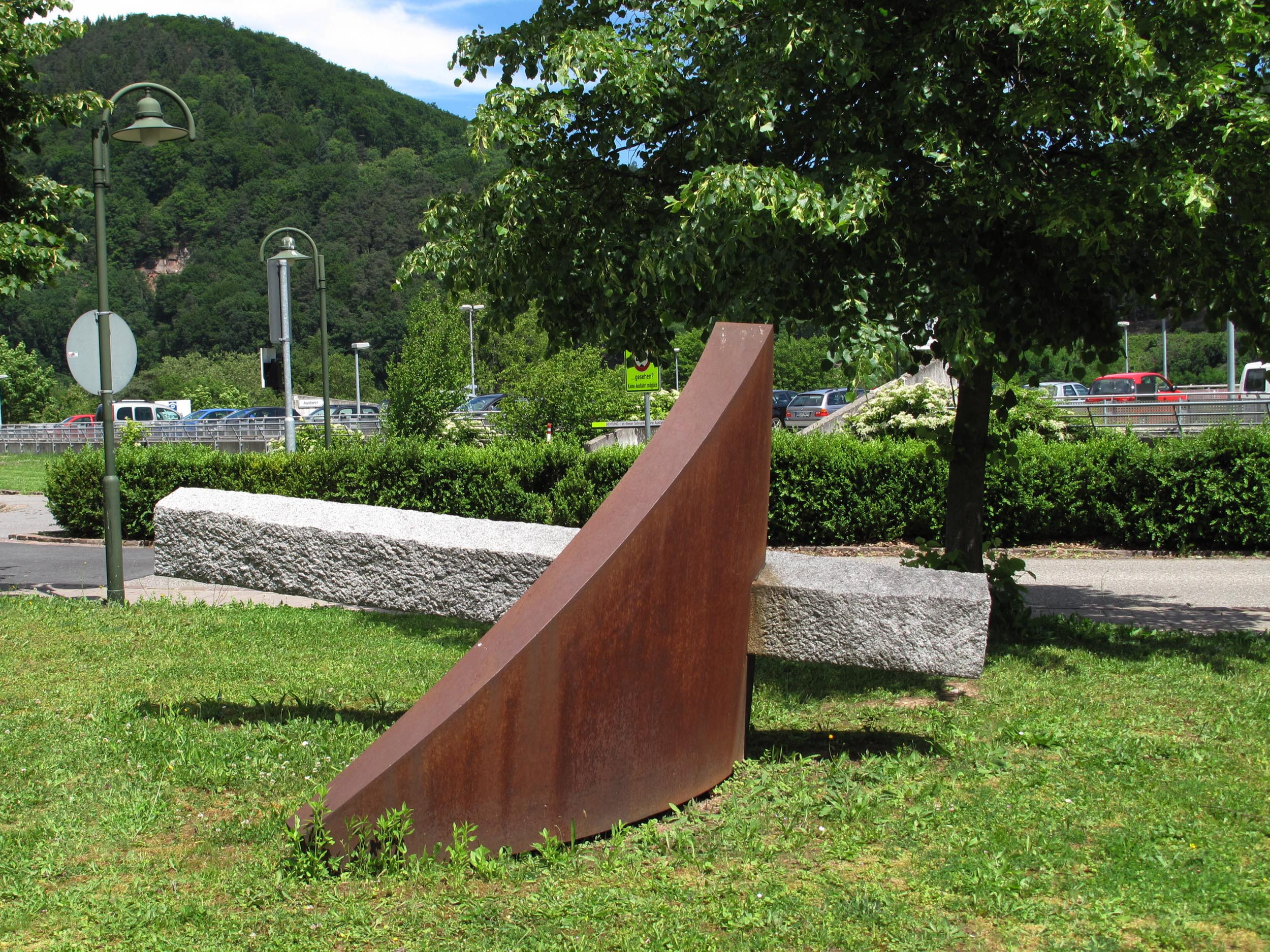
ohne Titel (1997) Skulpturenpark Heidelberg
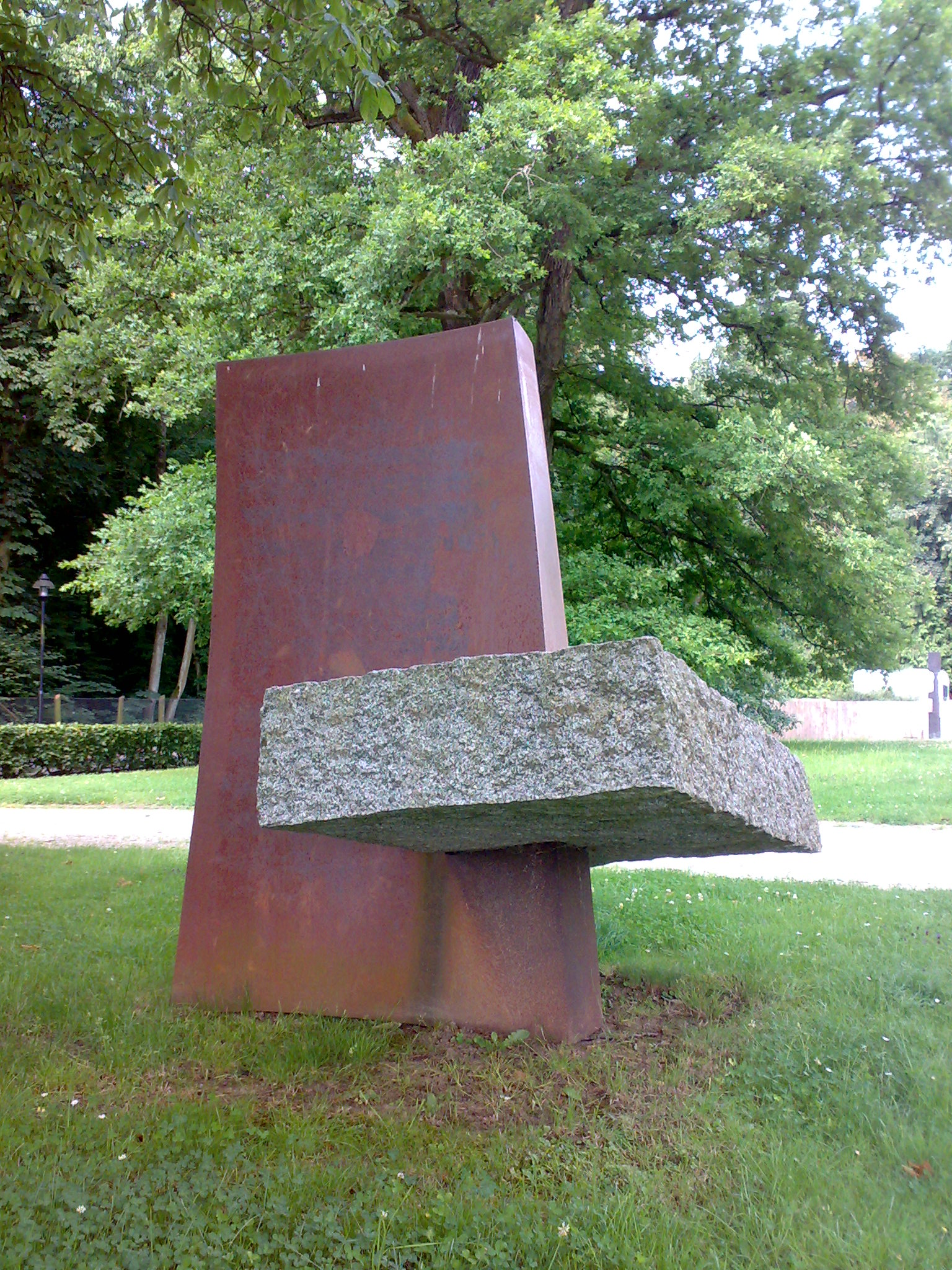
ohne Titel (1997) Bad Homburg
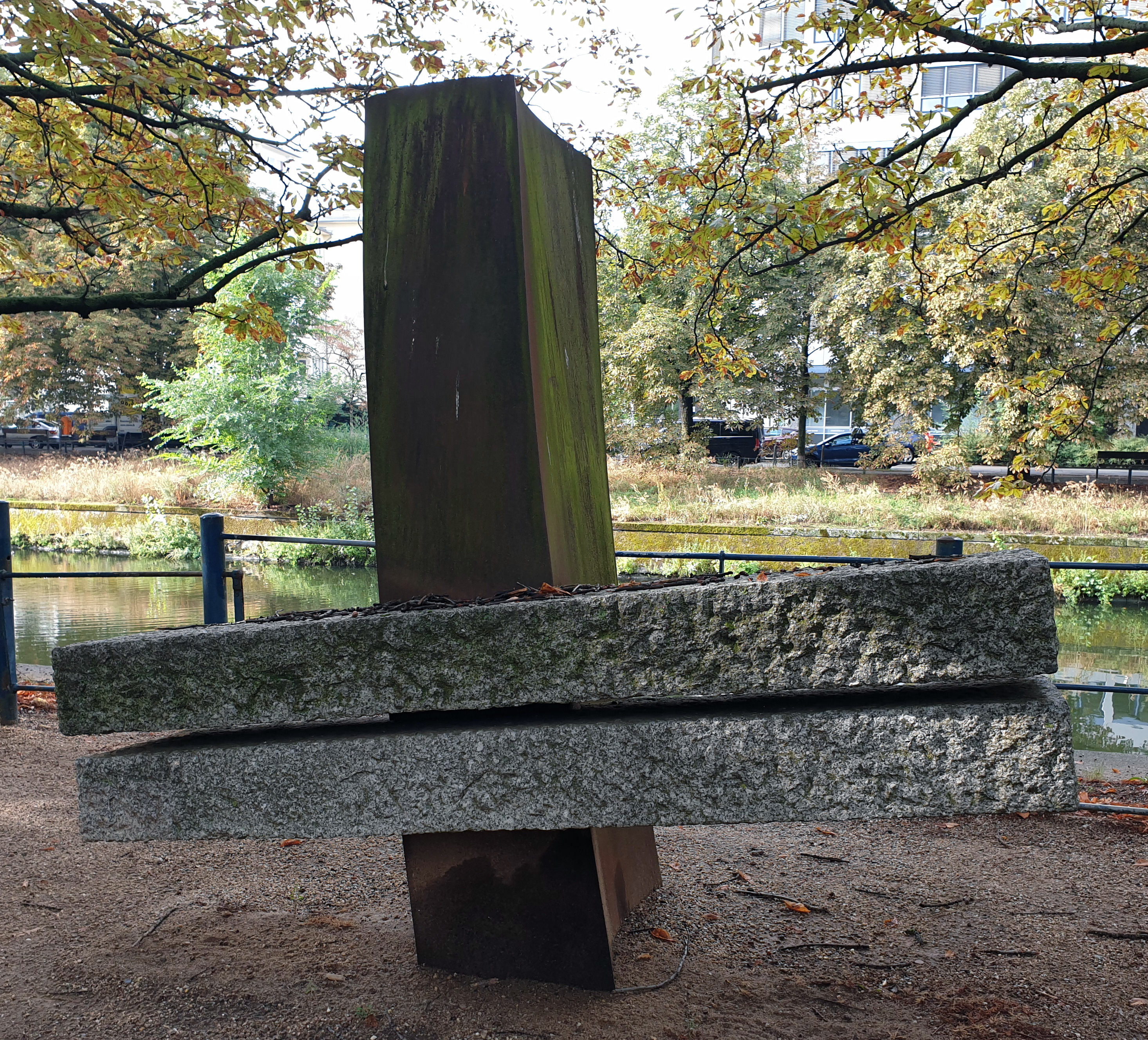
2-Stein (1999) Berlin